# Michael Hayes (série télévisée)
Pour les articles homonymes, voir Michael Hayes.
Michael Hayes est une série télévisée américaine en 22 épisodes de 43 minutes, créée par John Romano et Paul Haggis et diffusée entre le 15 septembre 1997 et le 15 juin 1998 sur le réseau CBS.
En France, la série a été diffusée à partir du 26 mars 2000 sur Série Club, et en Belgique sur Plug RTL.

## Synopsis
Cette série met en scène les enquêtes de Michael Hayes, ancien policier devenu substitut du procureur de l'État de New York.

## Distribution
- David Caruso (VF : Bernard Tiphaine) : Michael Hayes
- Jimmy Galeota (VF : Hervé Grull) : Daniel Hayes Jr
- Ruben Santiago-Hudson (VF : Mostéfa Stiti) : Eddie Diaz
- Mary B. Ward (VF : Claire Guyot) : Caitlin Hayes
- Peter Outerbridge (VF : Pierre Laurent) : John Manning
- Hillary Danner (VF : Véronique Volta) : Jenny Nevins
- Philip Baker Hall (VF : Jacques Deschamps) : William Vaughn
- Rebecca Rigg (VF : Virginie Ledieu) : Lindsay Straus
- David Cubitt (VF : Mark Lesser) : Danny Hayes

## Épisodes
1. Meurtre du passé (Prequel)
2. Procureur par intérim (Pilot)
3. Scandale au commissariat (True Blue)
4. L'Affaire Gibraltar (Doctor's Tale)
5. Dernière confession (Act of Contrition)
6. Héros ou criminel ? (Heroes)
7. Meurtre par procuration (Radio Killer)
8. Jusqu'au bout (Death and Taxes)
9. Marchand d'esclaves (Slaves)
10. Piège pour un indic (The Confidence Man)
11. Racket à la carte (Retribution)
12. L'Incitateur (Mob Mentality)
13. Affaires de drogue (Arise and Fall)
14. Au-dessus des lois - 1re partie (Imagine - Part 1)
15. Au-dessus des lois - 2e partie (Imagine - Part 2)
16. Que justice soit faite (Under the Color of Law)
17. La Loi des armes (Lawyers, Guns and Money)
18. Passé imparfait (Götterdämmerung)
19. Andréa (Power Play)
20. Menaces électorales (Devotion)
21. Machination (Faith)
22. Un fonctionnaire irréprochable (Vaughn Mower)